# 107
Римська імперія •  Парфянське царство •  Кушанське царство •  Східна Хань •  Сармати

## Геополітична ситуація
Римську імперію очолює імператор Траян (до 117). Імперія займає Апеннінський, Піренейський та Балканський півострови, Галлію, частину Британії, Близький Схід, Північну Африку включно з Єгиптом.
Наймогутніша держава центральної Азії — Парфянське царство. Наймогутніша держава Індостану — Кушанське царство. Династія Хань править у Китаї.
Триває докласичний період цивілізації мая.
На території майбутньої України, в степах Причорномор'я, мешкають сармати, північніше племена Черняхівської культури.

## Події
- Римські консули: Луцій Ліциній Сура та Квінт Сосій Сенеціон
- На честь перемоги над даками імператор Траян провів тріумфальну ходу.
- Імператор Траян розділив провінцію Паннонія на Верхню та Нижню.
- У Римі почалося спорудження форуму Траяна.
- Країна Мяньту відправила до двору династії Східна (Пізня) Хань 160 військовополонених.

### Астрономічні явища
- 11 квітня. Гібридне сонячне затемнення.[1]
- 4 жовтня. Гібридне сонячне затемнення.[1]

## Народились
Дивись також Категорія:Народились 107

## Померли
Дивись також Категорія:Померли 107
- Святий Симеон — апостол із 70.
- Ігнатій Богоносець — один з перших отців Церкви, єпископ Антіохії, учень апостола Івана Богослова.